# Мармелейру (Бразилія)
Мармелейру (порт. Marmeleiro) — муніципалітет у штаті Парана, в південному регіоні Бразилії. Мармелейру був відокремлен від муніципалітету Франциско-Бельтрао державним законом Бразилії № 4245 від 25 липня 1960 року, та піднесен до рангу муніципалітету. Він був встановлений як муніципалітет 25 листопада 1961 року.